# 兴安站
兴安站位于中国广西壮族自治区桂林市兴安县，湘桂铁路上，距离衡阳站299千米。该站建于1938年，现为三等站。在2014年4月27日停办客运业务前，每日有十余次客运列车经停。
自2014年4月27日上午接K1136/1137次列车经停起，兴安站正式停止办理客运业务。原先经停于兴安站的大部分旅客列车在桂林到永州区间转入衡柳铁路运行，并在兴安北站办理客运业务；2678/2675、2676/2677次列车虽然仍运行于湘桂铁路桂林到永州区间，但取消在兴安站的客运业务。